# Едуарду Перейра Родрігес
Едуарду Перейра Родрігес (порт. Eduardo Pereira Rodrigues), відоміший як Дуду (порт. Dudu, 7 січня 1992, Гоянія) — бразильський футболіст, півзахисник збірної Бразилії та «Палмейраса». Найкращий футболіст чемпіонату Бразилії 2018 року за двома основними версіями — Placar та КБФ/Globo. 2018 року увійшов до символічної збірної Кубку Лібертадорес.
2011—2014 років був нападником київського «Динамо».

## Біографія

### Клуб

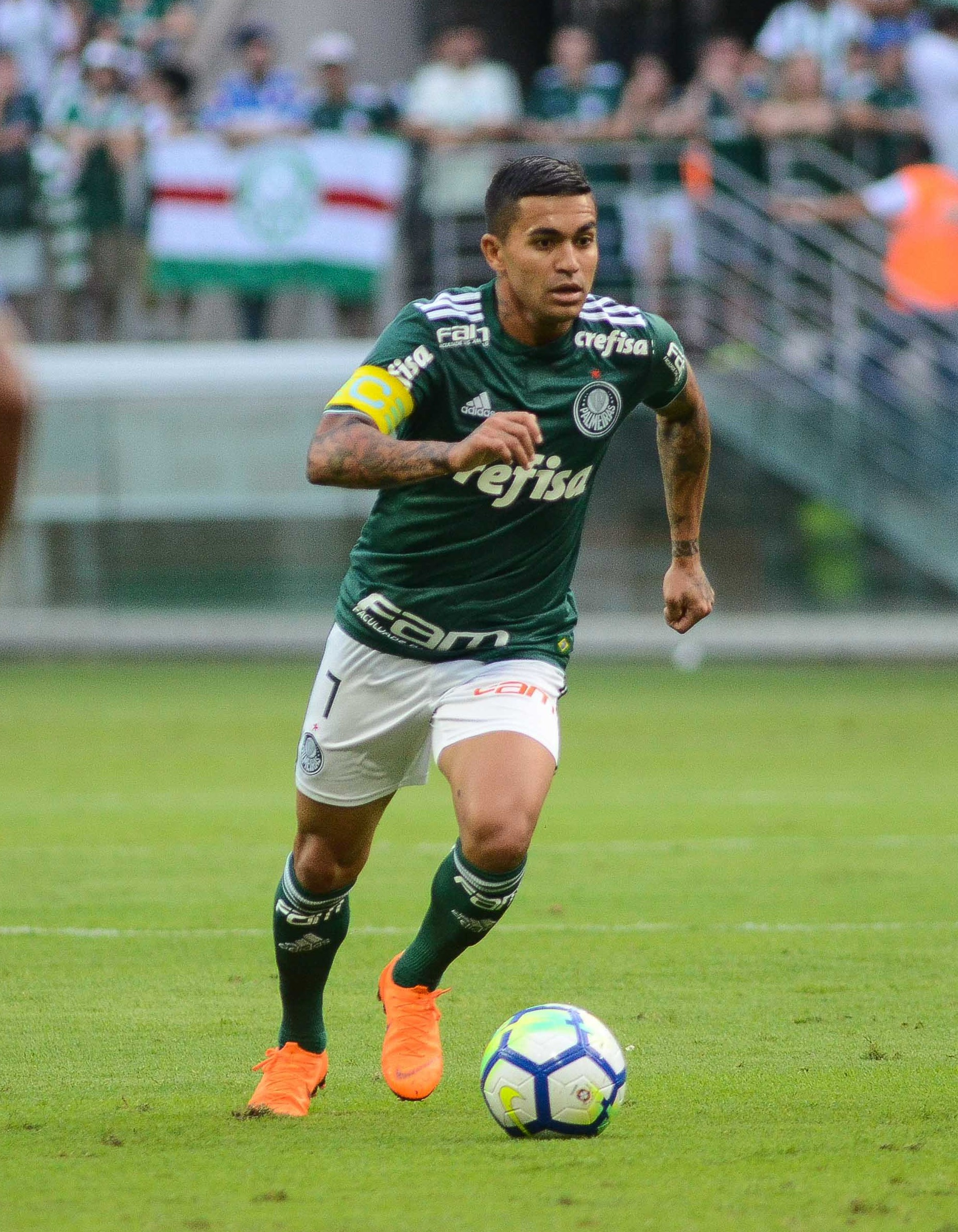
Дуду під час виступів за «Палмейрас». 2018 рік

Народився у місті Гоянія. Коли хлопчику виповнилося 11 років, батьки віддали його до дитячо-юнацької школи місцевого «Атлетіко». Вже в цьому віці він виокремлювався серед своїх однолітків хорошим баченням поля, швидкістю, через що його досить швидко помітили селекціонери однієї з найкращих шкіл у Бразилії — «Крузейру», куди Дуду було зараховано в 2003 році.
В основній команді «Крузейро» у бразильській серії «А» 17-річний юніор дебютував 14 червня 2009 року в матчі проти «Палмейраса». Це сталося завдяки тому, що клуб виступав на двох фронтах, й основні гравці отримали відпочинок після чергової гри в Кубку Лібертадорес. Незважаючи на епізодичні появи в головній команді, Дуду класно виглядав у поєднанні з трохи старшими Бернардо й Матеушем. Бернардо забив дев'ять м'ячів, більша частина з яких потрапила до сітки воріт суперників зі штрафних ударів, зароблених Дуду.

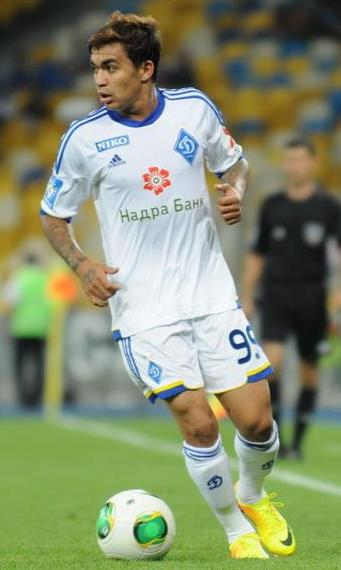
Дуду під час виступів за «Динамо». 14 липня 2013 року

Затриматися, проте, в одному з найкращих клубів країни перспективному атакуючому півзахиснику не вдалося і на початку 2010 року він на правах оренди перейшов до «Корітіби», яка виступала в серії «Б». Співпраця з новими роботодавцями виявилася взаємовигідною. Юнак отримав таку необхідну практику, провівши 28 матчів, а «Корітіба» успішно вирішила завдання виходу до елітного дивізіону чемпіонату Бразилії. Повернення до «Крузейро» виглядало цілком природним і в новому сезоні він зіграв щ 6 матчів в елітному бразильському дивізіоні, крім того Дуду допоміг команді стати чемпіоном штату Мінас-Жерайс 2011 року.
31 серпня 2011 року за 5 мільйонів євро перейшов у «Динамо» (Київ), підписавши контракт на 5 років.
Дебютував бразилець 11 вересня 2011 року в домашньому матчі з «Іллічівцем» (3:1), вийшовши на заміну на останні 17 хвилин, а свій перший м'яч забив 21 вересня у Кременчуці, в кубковому поєдинку проти «Кременя» (3:2). Крім того до кінця 2011 року молодий півзахисник провів три матчі в чемпіонаті і 23 жовтня забив свій перший м'яч у Прем'єр-Лізі, вразивши ворота «Зорі». В подальшому футболіст регулярно залучався до ігор головної команди, але стати основним гравцем за два з половиною роки так і не зумів, зігравши до кінця 2013 року лише 17 матчів в чемпіонаті (2 голи), 2 в кубку (2 голи) і 11 в молодіжному чемпіонаті (2 голи).
У лютому 2014 року перейшов на правах оренди до кінця року в бразильський «Греміу».
11 січня 2015 року уклав контракт з «Палмейрасом».
За підсумками 2018 року Дуду був названий найкращим футболістом чемпіонату Бразилії за двома основними версіями — Placar та КБФ/Globo. Він допоміг «Палмейрасу» завоювати рекордний десятий титул чемпіонів Бразилії, а також увійшов до символічної збірної Кубку Лібертадорес, в якому його команда дійшла до напівфіналу.

### Збірна
Гравець молодіжної збірної Бразилії, разом з якою став володарем Кубка Сендай (2009). Влітку 2011 року Дуду вирушив у складі збірної Бразилії до 20 років на молодіжний чемпіонат світу, що проводився в Колумбії. Головний тренер команди Ней Франку віддав йому ключову роль плеймейкера, з якою Едуардо впорався на «відмінно». Він узяв участь у всіх сімох матчах турніру, в яких не лише вміло диригував діями партнерів в завершальній фазі атак, але й сам відзначився трьома забитими м'ячами у ворота однолітків з Панами, Саудівської Аравії та Іспанії. Чвертьфінальний двобій з іспанцями став його зоряним часом. Дуду не лише вивів команду вперед у додатковий час, але й потім реалізував вирішальний пенальті.
Показавши вдалу гру на полях Колумбії, сьомий номер молодіжки звернув на себе увагу тренера національної збірної Ману Менезеша, який готував національну команду до домашнього чемпіонату світу в 2014 році. 10 листопада 2011 року Дуду дебютував за національну збірну в товариському матчі проти Габону, вийшовши на поле за тринадцять хвилин до фінального свистка. Через чотири дні зіграв свій другий матч, проти збірної Єгипту, після чого до лав збірної був викликаний лише після довгої перерви — 25 січня 2017 року зіграв у товариському матчі проти Колумбії, в якому забив переможний гол.

## Досягнення
«Корітіба»
- Чемпіон Серії В: 2010

«Крузейру»

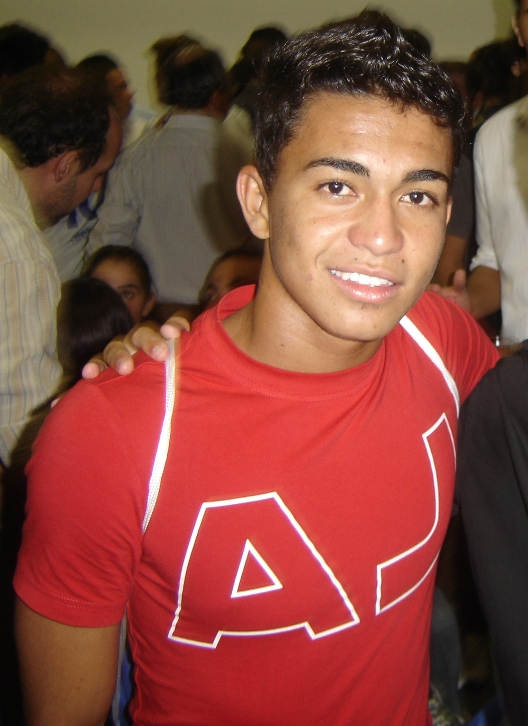
Дуду 2009 року під час виступів за «Крузейру»

- Чемпіон штату Мінас-Жерайс: 2009, 2011

«Динамо»
- Віце-чемпіон України: 2011/2012

«Палмейрас»
- Володар Кубка Бразилії: 2015
- Чемпіон Бразилії: 2016, 2018
- Віце-чемпіон Бразилії: 2017
- Володар Кубка Лібертадорес: 2021
- Володар Рекопи Південної Америки: 2022
- Переможець Ліги Пауліста: 2022
- Володар Суперкубка Бразилії: 2023
- Найкращий гравець чемпіонату Бразилії (Золотий м'яч від Placar) : 2018
- Найкращий гравець чемпіонату Бразилії (премії Глобу та КБФ/Глобу): 2018

«Аль-Духаїл»
- Чемпіон Катару: 2019/2020

«Молодіжна збірна Бразилії»
- Володар Кубка Сендай: 2009
- Чемпіон світу (U-20): 2011
- Чемпіон Південної Америки (U-17): 2009